# Aboncourt-sur-Seille
Pour les articles homonymes, voir Aboncourt et Seille.
Aboncourt-sur-Seille (en allemand Abenhofen) est une commune française située dans le département de la Moselle, en région Grand Est.
Aboncourt-sur-Seille est homonyme avec Aboncourt, également en Moselle, et avec deux autres communes en Meurthe-et-Moselle et Haute-Saône (voir la page d'homonymie Aboncourt).

## Géographie

### Localisation
|                                   | Manhoué              |             |
| Lanfroicourt Meurthe-et-Moselle   | Aboncourt-sur-Seille | Jallaucourt |
| Bey-sur-Seille Meurthe-et-Moselle | Bioncourt            |             |

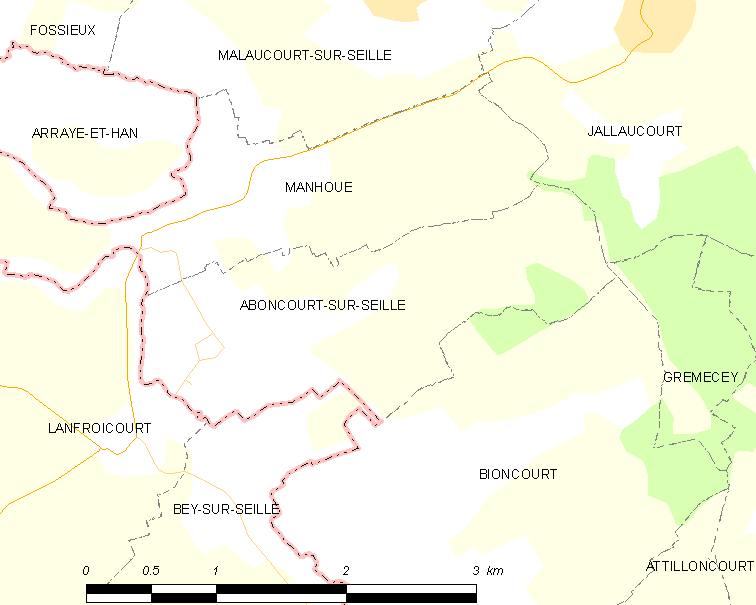
Carte de la commune.

Petit village situé à deux kilomètres de Manhoué et quatre de Bioncourt, à proximité de la Seille qui sépare la Moselle de la Meurthe-et-Moselle.

### Hydrographie
La commune est située dans le bassin versant du Rhin au sein du bassin Rhin-Meuse. Elle est drainée par la Seille et le ruisseau la Redotte.
La Seille, d'une longueur totale de 137,7 km, prend sa source dans la commune de Maizières-lès-Vic et se jette  dans la Moselle à Metz en limite avec Saint-Julien-lès-Metz, après avoir traversé 57 communes.

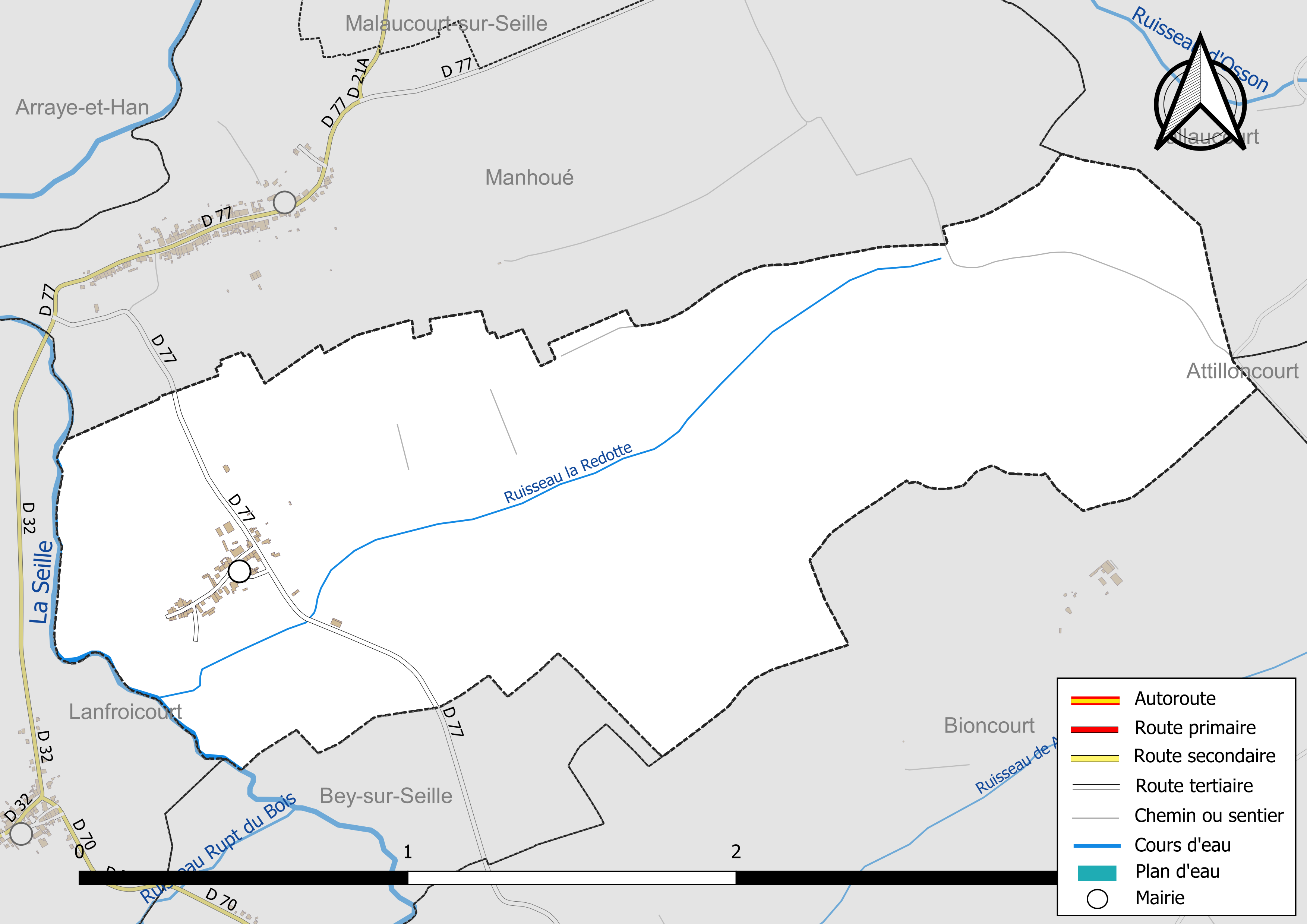
Réseaux hydrographique et routier d'Aboncourt-sur-Seille.

La qualité des eaux des principaux cours d’eau de la commune, notamment de la Seille, peut être consultée sur un site spécial géré par les agences de l’eau et l’Agence française pour la biodiversité.

### Climat
Pour des articles plus généraux, voir Climat du Grand Est et Climat de la Moselle.
En 2010, le climat de la commune est de type climat océanique dégradé des plaines du Centre et du Nord, selon une étude du Centre national de la recherche scientifique s'appuyant sur une série de données couvrant la période 1971-2000. En 2020, Météo-France publie une typologie des climats de la France métropolitaine dans laquelle la commune est exposée à un climat semi-continental et est dans la région climatique Lorraine, plateau de Langres, Morvan, caractérisée par un hiver rude (1,5 °C), des vents modérés et des brouillards fréquents en automne et hiver.
Pour la période 1971-2000, la température annuelle moyenne est de 9,8 °C, avec une amplitude thermique annuelle de 17 °C. Le cumul annuel moyen de précipitations est de 775 mm, avec 12 jours de précipitations en janvier et 9,3 jours en juillet. Pour la période 1991-2020, la température moyenne annuelle observée sur la station météorologique de Météo-France la plus proche, « Nancy-Essey », sur la commune de Tomblaine à 17 km à vol d'oiseau, est de 11,0 °C et le cumul annuel moyen de précipitations est de 746,3 mm. 
La température maximale relevée sur cette station est de 40,1 °C, atteinte le 24 juillet 2019 ; la température minimale est de −24,8 °C, atteinte le 21 février 1956,,.
Les paramètres climatiques de la commune ont été estimés pour le milieu du siècle (2041-2070) selon différents scénarios d'émission de gaz à effet de serre à partir des nouvelles projections climatiques de référence DRIAS-2020. Ils sont consultables sur un site spécial publié par Météo-France en novembre 2022.

## Urbanisme

### Typologie
Au 1er janvier 2024, Aboncourt-sur-Seille est catégorisée commune rurale à habitat dispersé, selon la nouvelle grille communale de densité à sept niveaux définie par l'Insee en 2022.
Elle est située hors unité urbaine. Par ailleurs la commune fait partie de l'aire d'attraction de Nancy, dont elle est une commune de la couronne,. Cette aire, qui regroupe 353 communes, est catégorisée dans les aires de 200 000 à moins de 700 000 habitants,.

### Occupation des sols
L'occupation des sols de la commune, telle qu'elle ressort de la base de données européenne d’occupation biophysique des sols Corine Land Cover (CLC), est marquée par l'importance des territoires agricoles (95 % en 2018), une proportion identique à celle de 1990 (95 %). La répartition détaillée en 2018 est la suivante : 
terres arables (58,2 %), prairies (36,8 %), forêts (5 %). L'évolution de l’occupation des sols de la commune et de ses infrastructures peut être observée sur les différentes représentations cartographiques du territoire : la carte de Cassini (XVIIIe siècle), la carte d'état-major (1820-1866) et les cartes ou photos aériennes de l'IGN pour la période actuelle (1950 à aujourd'hui).

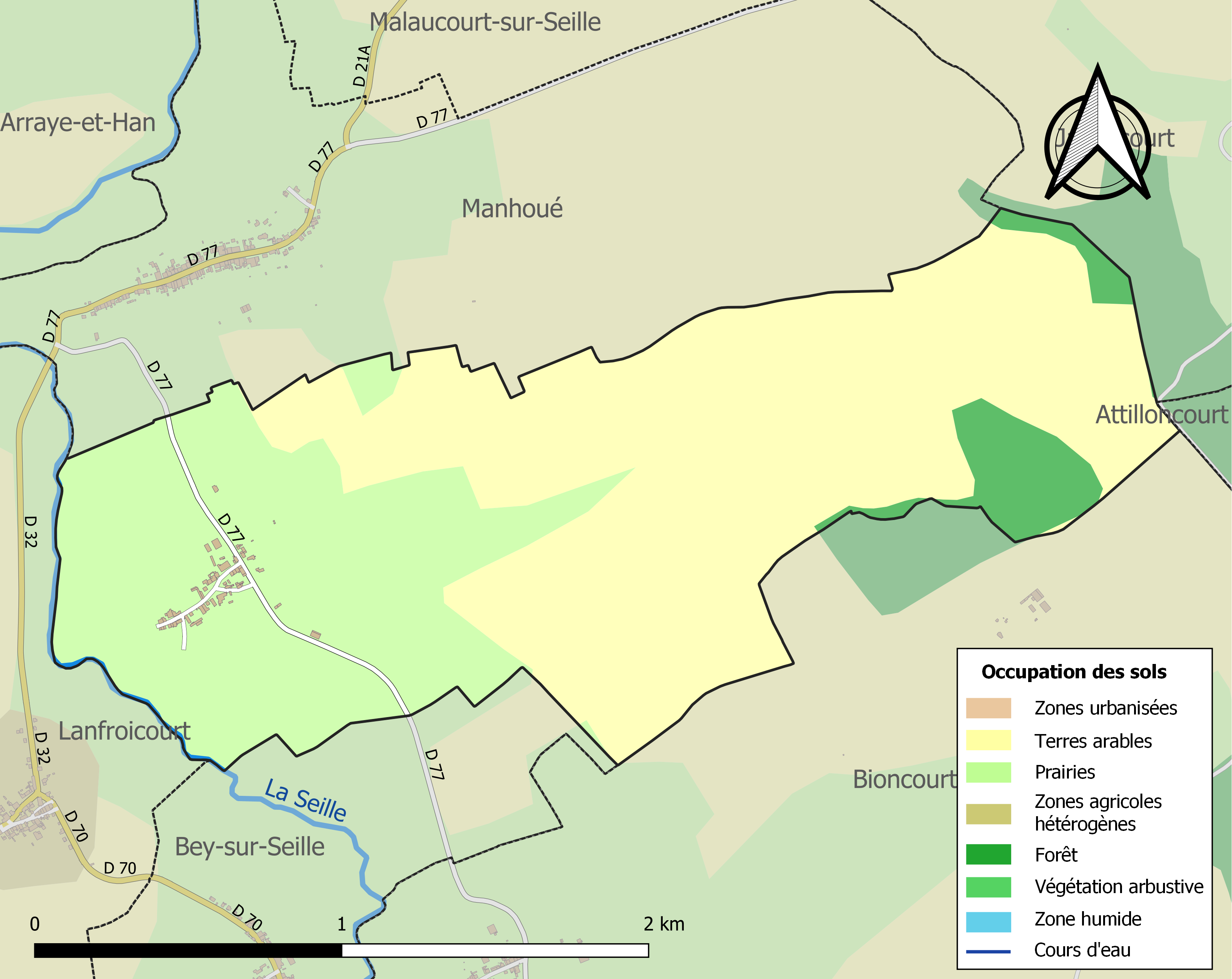
Carte des infrastructures et de l'occupation des sols de la commune en 2018 (CLC).

### Logement
En 2009, le nombre total de logements dans la commune était de 27, nombre inchangé par rapport à 1999.
Parmi ces logements, 96,1 % étaient des résidences principales, 3,9 % des résidences secondaires et 0,0 % des logements vacants. Ces logements étaient pour 96,2 % d'entre eux des maisons individuelles et pour 3,8 % des appartements.
La proportion des résidences principales, propriétés de leurs occupants était de 92,0 %, quasiment identique à 1999 (90,5 %).

## Toponymie
Le nom provient du nom de personne germanique Abbo(n) et du latin cortem, domaine : le domaine d'Abbo.
Anciennes mentions : Aboni curtis (en 822), Abbonis curtis (en 1106), Aboncort (en 1370), Abocourt (en 1477), Aboncourt (1793).
En allemand : Abenhofen (1915-1918 et 1940-1944) [réf. nécessaire].

## Histoire
Anciennement domaine du prieuré de Salonnes.
Maire :
Henri PAUL

## Politique et administration

### Liste des maires
| Période      | Période                    | Identité       | Étiquette | Qualité                 |
| ------------ | -------------------------- | -------------- | --------- | ----------------------- |
| Environ 1979 | 1986                       | Pierre Munier  | DVG       |                         |
| 1989         | 1995                       | Raynald Leloup |           |                         |
| 1995         | 2008                       | Henri Paul     | DVD       | Retraité                |
| 2008         | En cours (au 19 août 2025) | Fabrice Bagnon | DVD       | Ouvrier (secteur privé) |

### Tendances politiques et résultats
Lors des élections européennes de 2019, le taux de participation d'Aboncourt-sur-Seille est supérieur à la moyenne (55,93 % contre 50,12 % au niveau national). La liste du Rassemblement National arrive en tête avec 31,25 % des suffrages exprimés, contre 23,31 % au niveau national. La liste d'Europe Écologie Les Verts obtient 28,13 % des voix, contre 13,48 % au niveau national. La liste de la République en Marche réalise un score de 15,63 % des votes, contre 22,41 % au niveau national. La liste de la France Insoumise fait un score de 9,38 % des voix, contre 6,31 % au niveau national. La liste de l'Union Populaire Républicaine (parti pro-Frexit) obtient 6,25 % des votes, contre 1,76 % au niveau national. Les autres listes obtiennent des scores inférieurs à 5 %.
Le résultat de l'élection présidentielle de 2012 dans cette commune est le suivant :
| Candidat       | Candidat                    | Premier tour | Premier tour | Second tour | Second tour |
| Candidat       | Candidat                    | Voix         | %            | Voix        | %           |
| -------------- | --------------------------- | ------------ | ------------ | ----------- | ----------- |
|                | Eva Joly (EÉLV)             | 0            | 0,00         |             |             |
|                | Marine Le Pen (FN)          | 22           | 51,16        |             |             |
|                | Nicolas Sarkozy (UMP)       | 7            | 16,28        | 30          | 73,17       |
|                | Jean-Luc Mélenchon (FG)     | 2            | 4,65         |             |             |
|                | Philippe Poutou (NPA)       | 1            | 2,33         |             |             |
|                | Nathalie Arthaud (LO)       | 0            | 0,00         |             |             |
|                | Jacques Cheminade (SP)      | 0            | 0,00         |             |             |
|                | François Bayrou (MoDem)     | 5            | 11,63        |             |             |
|                | Nicolas Dupont-Aignan (DLR) | 1            | 2,33         |             |             |
|                | François Hollande (PS)      | 5            | 11,63        | 11          | 26,83       |
|                |                             |              |              |             |             |
| Inscrits       | Inscrits                    | 55           | 100,00       | 55          | 100,00      |
| Abstentions    | Abstentions                 | 12           | 21,82        | 11          | 20,00       |
| Votants        | Votants                     | 43           | 78,18        | 44          | 80,00       |
| Blancs et nuls | Blancs et nuls              | 0            | 0,00         | 3           | 6,82        |
| Exprimés       | Exprimés                    | 43           | 100,00       | 41          | 93,18       |

Le résultat de l'élection présidentielle de 2017 dans cette commune est le suivant :
| Candidat    | Candidat                    | Premier tour | Premier tour | Deuxième tour | Deuxième tour |  |
| Candidat    | Candidat                    | %            | Voix         | %             | Voix          |  |
| ----------- | --------------------------- | ------------ | ------------ | ------------- | ------------- |  |
|             | Nicolas Dupont-Aignan (DLF) | 2,08         | 1            |               |               |  |
|             | Marine Le Pen (FN)          | 41,67        | 20           | 55,56         | 25            |  |
|             | Emmanuel Macron (EM)        | 18,75        | 9            | 44,44         | 20            |  |
|             | Benoît Hamon (PS)           | 0,00         | 0            |               |               |  |
|             | Nathalie Arthaud (LO)       | 0,00         | 0            |               |               |  |
|             | Philippe Poutou (NPA)       | 0,00         | 0            |               |               |  |
|             | Jacques Cheminade (SP)      | 0,00         | 0            |               |               |  |
|             | Jean Lassalle (RES)         | 0,00         | 0            |               |               |  |
|             | Jean-Luc Mélenchon (LFI)    | 18,75        | 9            |               |               |  |
|             | François Asselineau (UPR)   | 0,00         | 0            |               |               |  |
|             | François Fillon (LR)        | 18,75        | 9            |               |               |  |
|             |                             |              |              |               |               |  |
| Inscrits    | Inscrits                    | 57           | 100,00       | 57            | 100,00        |  |
| Abstentions | Abstentions                 | 7            | 12,28        | 8             | 14,04         |  |
| Votants     | Votants                     | 50           | 87,72        | 49            | 85,96         |  |
| Blancs      | Blancs                      | 2            | 4,00         | 4             | 8,16          |  |
| Nuls        | Nuls                        | 0            | 0,00         | 0             | 0,00          |  |
| Exprimés    | Exprimés                    | 48           | 96,00        | 45            | 91,84         |  |

## Population et société

### Démographie

#### Évolution démographique
L'évolution du nombre d'habitants est connue à travers les recensements de la population effectués dans la commune depuis 1793. Pour les communes de moins de 10 000 habitants, une enquête de recensement portant sur toute la population est réalisée tous les cinq ans, les populations de référence des années intermédiaires étant quant à elles estimées par interpolation ou extrapolation. Pour la commune, le premier recensement exhaustif entrant dans le cadre du nouveau dispositif a été réalisé en 2008.

En 2022, la commune comptait 66 habitants, en évolution de −8,33 % par rapport à 2016 (Moselle : +0,52 %, France hors Mayotte : +2,11 %).
| 1793 | 1800 | 1806 | 1821 | 1831 | 1836 | 1841 | 1846 | 1851 |
| ---- | ---- | ---- | ---- | ---- | ---- | ---- | ---- | ---- |
| 124  | 116  | 158  | 140  | 138  | 147  | 172  | 175  | 186  |

| 1856 | 1861 | 1871 | 1875 | 1880 | 1885 | 1890 | 1895 | 1900 |
| ---- | ---- | ---- | ---- | ---- | ---- | ---- | ---- | ---- |
| 174  | 172  | 151  | 140  | 146  | 111  | 115  | 112  | 101  |

| 1905 | 1910 | 1921 | 1926 | 1931 | 1936 | 1946 | 1954 | 1962 |
| ---- | ---- | ---- | ---- | ---- | ---- | ---- | ---- | ---- |
| 89   | 97   | 93   | 61   | 71   | 69   | 47   | 58   | 61   |

| 1968 | 1975 | 1982 | 1990 | 1999 | 2006 | 2008 | 2013 | 2018 |
| ---- | ---- | ---- | ---- | ---- | ---- | ---- | ---- | ---- |
| 53   | 54   | 66   | 55   | 64   | 69   | 70   | 74   | 71   |

| 2022 | - | - | - | - | - | - | - | - |
| ---- | - | - | - | - | - | - | - | - |
| 66   | - | - | - | - | - | - | - | - |

#### Pyramide des âges
La population de la commune est relativement jeune.
En 2018, le taux de personnes d'un âge inférieur à 30 ans s'élève à 36,6 %, soit au-dessus de la moyenne départementale (33,6 %). À l'inverse, le taux de personnes d'âge supérieur à 60 ans est de 18,3 % la même année, alors qu'il est de 26,2 % au niveau départemental.
En 2018, la commune comptait 37 hommes pour 34 femmes, soit un taux de 52,11 % d'hommes, largement supérieur au taux départemental (48,92 %).
Les pyramides des âges de la commune et du département s'établissent comme suit.
| Hommes | Classe d’âge | Femmes |
| ------ | ------------ | ------ |
| 0,0    | 90 ou +      | 0,0    |
| 10,8   | 75-89 ans    | 2,9    |
| 13,5   | 60-74 ans    | 8,8    |
| 18,9   | 45-59 ans    | 20,6   |
| 27,0   | 30-44 ans    | 23,5   |
| 16,2   | 15-29 ans    | 26,5   |
| 13,5   | 0-14 ans     | 17,6   |

| Hommes | Classe d’âge | Femmes |
| ------ | ------------ | ------ |
| 0,6    | 90 ou +      | 1,5    |
| 6,8    | 75-89 ans    | 9,5    |
| 17,2   | 60-74 ans    | 18,4   |
| 20,9   | 45-59 ans    | 20,5   |
| 19,5   | 30-44 ans    | 18,6   |
| 17,7   | 15-29 ans    | 15,7   |
| 17,4   | 0-14 ans     | 15,8   |

## Culture locale et patrimoine

### Lieux et monuments
- Vestiges gallo-romains.
- Église Saint-Pierre, XVIIIe siècle.

### Héraldique
| Blason de Aboncourt-sur-Seille | Blason  | Parti : au 1er d'or à la clef de gueules, au 2e mi-parti de gueules à deux saumons adossés d'argent. |
| Blason de Aboncourt-sur-Seille | Détails | Le statut officiel du blason reste à déterminer.                                                     |

## Pour approfondir